# Enrico Sabatini
Enrico Sabatini (Roccaraso, 1894 – Borgosesia, 1961) was een Italiaans componist, dirigent, trombonist en baritonist. 

## Levensloop
Sabatini studeerde aan de Accademia Nazionale di Santa Cecilia in Rome onder andere trombone en bariton. 
Als trombonist was hij lid van de Banda Reggimentale di Novara in Novara. In Novara studeerde hij ook piano en harmonieleer. 
In 1920 stichtte hij de Prima banda musicale di Roccaraso, het eerste harmonieorkest in zijn geboortedorp. Dit orkest is organisator en beschermheer voor verschillende muziekevenementen in de Abruzzen. In 1923 werd hij dirigent van de Banda "G. Verdi" della Manifattura Lane di Borgosesia. Later werd uit dit orkest het stedelijke harmonieorkest, voor dat hij als componist verschillende werken schreef. Vanaf 1952 was hij ook dirigent van het Corpo Musicale di Crocemosso.
Als componist schreef hij rond 130 werken, waaronder vooral marsen voor banda (harmonieorkest).  

## Composities

### Werken voor harmonieorkest
- Barengo
- Borgosesia, mars
- Canto d'Abruzzo
- Crocemossa
- Eboli
- Fanteria
- Giove, mars
- Il Battaglione, mars
- Il Reggimento, mars
- Mare Azzurro (Mare nostrum), Marcia sinfonica
- Marisa
- Mattino, Marcia sinfonica
- Nuova Spagna, mars
- Principe Eugenio, Marcia tedesca
- Roccaraso, Marcia brillante
- Superga
- Venezia